# 伴中庸
伴 中庸（とも の なかつね）は、平安時代初期から前期にかけての貴族。大納言・伴善男の子。

## 経歴
斉衡4年（857年）従五位下に叙爵し、翌天安2年（858年）侍従次いで右衛門佐に任ぜられる。貞観2年（860年）従五位上に進む。
貞観6年（864年）父・善男が大伴氏としては旅人以来130年ぶりに大納言に任ぜられる。しかし、貞観8年（866年）閏3月10日に応天門の変が勃発し、応天門が火災により焼失する。当初は左大臣・源信が放火の犯人とされたが、8月3日に備中権史生・大宅鷹取により善男・中庸父子らが犯人であるとの報告がされる。これは中庸が生江恒山と占部田主に命令して、大宅鷹取を殴傷してその娘を殺害させたことを恨んでのものとされる。
当初、大宅鷹取は誣告の容疑で検非違使に拘禁されていたが、8月29日になって中庸は鷹取父娘殺傷の疑いで左衛門府に拘禁される。生江恒山と伴清縄が拷問を受けて、中庸が放火の実行犯であることを告白してしまい、中庸は9月22日に隠岐国への流罪となった。子息の元孫・叔孫も中庸の配所に従うこととなったが、9月25日に幼いことを理由に途中で召還された（なお、応天門の変について、中庸が元孫・叔孫の成人前に父を大臣に昇進させてその蔭位を得ようとしたために単独で事件を起こしたとする鈴木琢郎の説がある）。貞観18年（876年）配所にいた元孫・叔孫が平安京に召還され、代わりに平安京にいた子息の禅師麻呂が中庸の配所に送られている。また、10月25日には鷹取父娘襲撃でも有罪と判断されたが、中庸については既に流罪となっていることを理由に処分を見送られている。
元慶4年（880年）隠岐国司が恩赦が適用されるものと誤解して中庸を放免するが、翌元慶5年（881年）中庸が本貫へ戻るために因幡国に至ったところで因幡介・是主王が恩赦の適用に疑義がある旨朝廷に報告し、結局中庸と元孫・禅師麻呂は石見国に遷された。その後の消息は不明。

## 官歴
『六国史』による。
- 時期不詳：正六位上
- 斉衡4年（857年） 正月7日：従五位下
- 天安2年（858年） 3月8日：侍従。9月14日：右衛門佐。
- 貞観2年（860年） 11月16日：従五位上
- 貞観8年（866年） 9月22日：流罪（隠岐国）
- 元慶4年（880年） 12月4日：放免
- 元慶5年（881年） 7月13日：遷配（石見国）

## 系譜
- 父：伴善男
- 母：不詳
- 生母不詳の子女
  - 長男：伴元孫（859-?）[10]
  - 次男：伴叔孫（862-?）[10]
  - 三男：伴禅師麻呂（865-?）[8]
  - 男子：伴仲兼[11] - 子孫は肝付氏
  - 男子：伴春雄[12]